# Togawa Shūkotsu

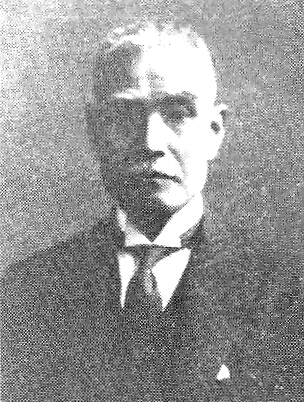
Togawa Shūkotsu

Togawa Shūkotsu (jap. 戸川 秋骨; * 7. Februar 1871 in Iwasaki, Tamana-gun (heute: Tamana), Präfektur Kumamoto; † 9. Juli 1939); eigentlich Togawa Meizō (戸川 明三) war ein japanischer Literaturkritiker, Anglist und Essayist.

## Biographie
Togawa Shūkotsu wurde im Dorf Iwasaki des Landkreises Tamana in der Präfektur Kumamoto geboren. Er absolvierte 1891 die Meiji-Gakuin-Universität und wurde Lehrer an der Mädchenschule derselben Lehranstalt. 1893 gründete er gemeinsam mit Shimazaki Tōson, Kitamura Tōkoku und anderen, die er auf der Universität kennengelernt hatte, die Literaturzeitschrift Bungakukai. Er stand auch mit Higuchi Ichiyō in Verbindung.
Nach einem weitergehenden Studium an der Fakultät für Anglistik der Kaiserlichen Universität Tōkyō verbrachte Studienaufenthalte in Europa und Amerika und wurde nach seiner Rückkehr nach Japan im Jahre 1910 schließlich Professor an der Keiō-Privatuniversität in Tōkyō.
Er veröffentlichte zahlreiche Kritiken und Essays und besaß umfangreiches Wissen über das Nō und das Kabuki. 1917 veröffentlichte er in gemeinsamer Arbeit mit Hirata Tokuboku eine Gesamtausgabe der Werke Emersons (エマーソン全集, Emāson zenshū) und fertigte in Einzelarbeit eine erläuterte Übersetzung der Sammlung der Arbeiten desselben Schriftstellers (エマーソン論文集, Emāson rombunshū) an. Scheinbar in Verehrung Emersons nannte er seine Tochter Ema.
Togawa Shūkotsu betätigte sich schon früh als Übersetzer. Neben den oben genannten Werken stammen von ihm die häufig gelesenen, zum Standard gewordenen Übersetzungen Tōka Monogatari (十日物語, dt. „Decamerone“) und Aishi (哀史, dt. „Die Elenden“) neben anderen.